# ホテルアジュール竹芝
ベイサイドホテル アジュール竹芝（-たけしば、英文: Bayside Hotel Azur Takeshiba）は、東京都港区海岸1丁目にあるホテル。

## 概要
竹芝埠頭地区の再開発を目的に設立された竹芝地域開発が、東京都職員共済組合から整備を受託し、1991年（平成3年）11月28日に開業した。管理運営は、当初、藤田観光が行っていたが、2017年（平成29年）4月1日から貸会議室業のティーケーピーに変更となった。総合保険施設と位置付けられ開業したため、17階に総合健診センターが入る。

## 施設

### 客室
客室は洋室116、和室6の全122室。オーシャンビューの客室と、シティービューの陸側がある。高層階の19階はエグゼクティブフロア（客室）となっており、エアウィーブのマットが導入されている。

### チャペル
1階には2700粒のスワロフスキー・エレメントが輝くヴァージンロードのブライトチャペル、3階にはレインボーブリッジを背にしたオープンエアのガーデンチャペルがある。

### 宴会・会議室 < TKPガーデンシティ浜松町 >
アジュール竹芝内併設の大型多目的ホール。12階から16階までは、披露宴・大型会議・パーティー・研修・MICEなど、様々な用途に合わせて利用可能な大小の宴会場がある。
- 大宴会場　14階「天平」、13階「飛鳥」

- 中宴会場　12階「白鳳」、16階「曙」

- 小宴会場　16階「憩」、「藤」、「橘」、「桜1、2、3」

- 和室宴会場　12階「武蔵野」、「隅田川」

### レストラン・カフェ
3階に和食「おまかせ会席　漣　さざなみ」、21階にオーシャンビューレストラン「Bright Coast」、鉄板焼き「天燈　RanTan」、4階にカフェ「カフェアジュール」が入っている。21階オーシャンビューレストラン「Bright Coast」からは東京湾、レインボーブリッジ、豊洲市場、等が見渡せ、鉄板焼き「天燈　RanTan」からは東京タワーが見える。

### アジュール竹芝総合健診センター
17階にある検診センターで医療法人こころとからだの元氣プラザが運営する。

### 大浴場　準天然温泉 天空の湯
18階には準天然の光明石温泉があり、立ち寄りでの利用が可能。大浴場は海側と山側にあり、男湯と女湯は1週間ごとに入れ替えをしている。ジャグジー、サウナ、休憩室も完備。

## 沿革
- 1991年（平成3年）11月 - 東京都職員共済組合の総合保健施設として開業。
- 2006年（平成18年）11月 - 開業15周年。
- 2017年（平成29年）4月 - 株式会社ティーケーピーにて運営開始。
- 2018年（平成30年）
  - 8月 - 客室リニューアル開始。
  - 11月 - レストラン名称変更。

## アクセス
- 東京臨海新交通（ゆりかもめ）竹芝駅より徒歩1分
- JR山手線・京浜東北線 浜松町駅徒歩7分
- 東京モノレール 浜松町駅徒歩7分
- 都営地下鉄 大門駅徒歩8分
- 首都高速 汐留出口より約1.4km（車で約4分）
- 首都高速 芝公園ランプより約1.9km（車で約7分）